# Алтанейра
Алтанейра (порт. Altaneira)  —  муниципалитет в Бразилии, входит в штат Сеара. Составная часть мезорегиона Юг штата Сеара. Входит в экономико-статистический  микрорегион Каририасу. Население составляет 6338 человек на 2006 год. Занимает площадь 73,296 км². Плотность населения — 86,5 чел./км².
Праздник города —  18 декабря.

## Статистика
- Валовой внутренний продукт на 2003 составляет 9.717.506,00 реалов (данные: Бразильский институт географии и статистики).
- Валовой внутренний продукт на душу населения на 2003 составляет 1.608,86 реалов (данные: Бразильский институт географии и статистики).
- Индекс развития человеческого потенциала на 2000 составляет 0,576 (данные: Программа развития ООН).